# Ligue des champions de l'OFC 2009-2010
Navigation
Édition 2008-09 Édition 2010-11
La Ligue des Champions de l'OFC 2010 est la 9e édition de la Ligue des Champions de l'OFC (Confédération du football d'Océanie). Elle met aux prises les champions des différentes nations affiliées à l'OFC.
L'équipe du PRK Hekari United, championne de Papouasie-Nouvelle-Guinée remporte cette Ligue des champions après avoir battu en finale les Néo-Zélandais de Waitakere United (victoire 3-0 à l'aller et défaite 2-1 au retour).

## Participants
| Pays                              | Équipes           | Mode de qualification                                          |
| --------------------------------- | ----------------- | -------------------------------------------------------------- |
| Fidji 1 place                     | Lautoka FC        | Leader à mi-parcours du championnat des Fidji 2009             |
| Nouvelle-Calédonie 1 place        | AS Magenta Nickel | Champion de Nouvelle-Calédonie 2008-2009                       |
| Nouvelle-Zélande 2 places         | Waitakere United  | Champion de Nouvelle-Zélande 2008-2009                         |
| Nouvelle-Zélande 2 places         | Auckland City FC  | Vice-champion de Nouvelle-Zélande 2008-2009 et tenant du titre |
| Papouasie-Nouvelle-Guinée 1 place | PRK Hekari United | Champion de Papouasie-Nouvelle-Guinée 2008-2009                |
| Polynésie française 1 place       | AS Manu-Ura       | Champion de Polynésie française 2008-2009                      |
| Îles Salomon 1 place              | Marist FC         | Champion des Îles Salomon 2008-2009                            |
| Vanuatu 1 place                   | Tafea FC          | Champion du Vanuatu 2008-2009                                  |

## Phase de groupes
Le vainqueur de chaque groupe se qualifie pour la finale.

### Groupe A
| Rang | Équipe           | Pts | J | G | N | P | Bp | Bc | Diff |  | Résultats (▼ dom., ► ext.) |     |     |     |     |
| ---- | ---------------- | --- | - | - | - | - | -- | -- | ---- |  | -------------------------- | --- | --- | --- | --- |
| 1    | Waitakere United | 12  | 6 | 3 | 3 | 0 | 15 | 6  | +9   |  | Waitakere United           |     | 1-1 | 4-1 | 2-0 |
| 2    | Auckland City FC | 12  | 6 | 3 | 3 | 0 | 13 | 5  | +8   |  | Auckland City FC           | 2-2 |     | 2-1 | 5-0 |
| 3    | AS Magenta       | 6   | 6 | 1 | 3 | 2 | 13 | 8  | +5   |  | AS Magenta                 | 1-1 | 1-1 |     | 8-1 |
| 4    | AS Manu-Ura      | 1   | 6 | 0 | 1 | 5 | 3  | 23 | -20  |  | AS Manu-Ura                | 1-5 | 0-2 | 1-1 |     |

| 17 octobre 2009 | Auckland City FC                                                             | 5–0 | AS Manu-Ura | Kiwitea Street, Auckland                                 |                                                          |
| 15:00 UTC+13    | Ivan Vicelich 18e · Chad Coombes 34e · Daniel Koprivcic 69e 80e 90+1e (pen.) |     |             | Spectateurs : 875 Arbitrage : Gerard Parsons (Australie) | Spectateurs : 875 Arbitrage : Gerard Parsons (Australie) |
| 15:00 UTC+13    | « Rapport »(Archive.org • Wikiwix • Archive.is • Google • Que faire ?)       |     |             | Spectateurs : 875 Arbitrage : Gerard Parsons (Australie) | Spectateurs : 875 Arbitrage : Gerard Parsons (Australie) |

| 24 octobre 2009 | AS Magenta                                                             | 1–1 | Waitakere United | Stade Numa-Daly Magenta, Noumea                                      |                                                                      |
| 16:00 UTC+11    | Aaron Scott 78e (csc)                                                  |     | Brent Fisher 37e | Spectateurs : 2 000 Arbitrage : Norbert Hauata (Polynésie française) | Spectateurs : 2 000 Arbitrage : Norbert Hauata (Polynésie française) |
| 16:00 UTC+11    | « Rapport »(Archive.org • Wikiwix • Archive.is • Google • Que faire ?) |     |                  | Spectateurs : 2 000 Arbitrage : Norbert Hauata (Polynésie française) | Spectateurs : 2 000 Arbitrage : Norbert Hauata (Polynésie française) |

| 7 novembre 2009 | Waitakere United                              | 2–0 | AS Manu-Ura | Douglas Field, Waitakere               |                                        |
| 15:00           | Benjamin Totori 55e · Brent Fisher 86e (pen.) |     |             | Arbitrage : Kevin Docherty (Australie) | Arbitrage : Kevin Docherty (Australie) |
| 15:00           | Rapport                                       |     |             | Arbitrage : Kevin Docherty (Australie) | Arbitrage : Kevin Docherty (Australie) |

| 8 novembre 2009 | Auckland City FC                                                       | 2–1 | AS Magenta   | Kiwitea Street, Auckland          |                                   |
| 15:00           | Matt Williams 47e · Daniel Koprivcic 52e                               |     | Lamo Xewe 6e | Arbitrage : Rakesh Varman (Fidji) | Arbitrage : Rakesh Varman (Fidji) |
| 15:00           | « Rapport »(Archive.org • Wikiwix • Archive.is • Google • Que faire ?) |     |              | Arbitrage : Rakesh Varman (Fidji) | Arbitrage : Rakesh Varman (Fidji) |

| 27 novembre 2009 | AS Manu-Ura                                                            | 1–1 | AS Magenta          | Stade Hamuta, Papeete                        |                                              |
| 20:00            | Billy Mataitai 68e                                                     |     | Philippe Kokono 46e | Arbitrage : Peter O'Leary (Nouvelle-Zélande) | Arbitrage : Peter O'Leary (Nouvelle-Zélande) |
| 20:00            | « Rapport »(Archive.org • Wikiwix • Archive.is • Google • Que faire ?) |     |                     | Arbitrage : Peter O'Leary (Nouvelle-Zélande) | Arbitrage : Peter O'Leary (Nouvelle-Zélande) |

| 28 novembre 2009 | Waitakere United                                                       | 1–1 | Auckland City FC | Douglas Field, Waitakere                   |                                            |
| 15:00            | Brent Fisher 42e                                                       |     | Chad Coombes 30e | Arbitrage : Jamie Cross (Nouvelle-Zélande) | Arbitrage : Jamie Cross (Nouvelle-Zélande) |
| 15:00            | « Rapport »(Archive.org • Wikiwix • Archive.is • Google • Que faire ?) |     |                  | Arbitrage : Jamie Cross (Nouvelle-Zélande) | Arbitrage : Jamie Cross (Nouvelle-Zélande) |

| 12 février 2010 | AS Manu-Ura | 0–2 | Auckland City FC                    | Stade Hamuta, Papeete             |                                   |
| 19:30 UTC-10    |             |     | Ian Hogg 63e · Daniel Koprivcic 89e | Arbitrage : Rakesh Varman (Fidji) | Arbitrage : Rakesh Varman (Fidji) |
| 19:30 UTC-10    | Rapport     |     |                                     | Arbitrage : Rakesh Varman (Fidji) | Arbitrage : Rakesh Varman (Fidji) |

| 20 février 2010 | Waitakere United                                                                | 4–1 | AS Magenta      | Douglas Field, Waitakere |  |
| 15:00 UTC+13    | Martin Bullock 39e · Benjamin Totori 40e · Ryan De Vries 78e · Brent Fisher 80e |     | Ludovic Boit 6e |                          |  |
| 15:00 UTC+13    | Rapport                                                                         |     |                 |                          |  |

| 19 mars 2010 | AS Manu-Ura         | 1-5 | Waitakere United                                             | Stade Hamuta, Papeete |  |
| 20:00        | Hiroana Poroiae 30e |     | Jason Rowley 28e 58e · Roy Krishna 42e · Alan Pearce 45e 60e |                       |  |
| 20:00        | Rapport             |     |                                                              |                       |  |

| 6 mars 2010  | AS Magenta       | 1–1 | Auckland City FC     | Stade Numa-Daly Magenta, Noumea     |                                     |
| 15:00 UTC+11 | Andre Sinedo 53e |     | Daniel Koprivcic 13e | Arbitrage : Norbert Hauata (Tahiti) | Arbitrage : Norbert Hauata (Tahiti) |
| 15:00 UTC+11 | Rapport          |     |                      | Arbitrage : Norbert Hauata (Tahiti) | Arbitrage : Norbert Hauata (Tahiti) |

| 27 mars 2010 | Auckland City FC                        | 2-2 | Waitakere United       | Kiwitea Street, Auckland            |                                     |
| 15:00        | Daniel Koprivcic 30e · Greg Uhlmann 70e |     | Benjamin Totori 3e 58e | Arbitrage : Norbert Hauata (Tahiti) | Arbitrage : Norbert Hauata (Tahiti) |
| 15:00        | Rapport                                 |     |                        | Arbitrage : Norbert Hauata (Tahiti) | Arbitrage : Norbert Hauata (Tahiti) |

| 27 mars 2010 | AS Magenta | 8-1 | AS Manu-Ura | Stade Numa-Daly Magenta, Noumea |
| 15:00        |            |     |             |                                 |

### Groupe B
| Rang | Équipe            | Pts | J | G | N | P | Bp | Bc | Diff |  | Résultats (▼ dom., ► ext.) |     |     |     |     |
| ---- | ----------------- | --- | - | - | - | - | -- | -- | ---- |  | -------------------------- | --- | --- | --- | --- |
| 1    | PRK Hekari United | 13  | 6 | 4 | 1 | 1 | 15 | 7  | +8   |  | PRK Hekari United          |     | 1-2 | 4-0 | 2-1 |
| 2    | Lautoka FC        | 12  | 6 | 4 | 0 | 2 | 12 | 6  | +6   |  | Lautoka FC                 | 0-1 |     | 1-2 | 3-0 |
| 3    | Tafea FC          | 8   | 6 | 2 | 2 | 2 | 8  | 11 | -3   |  | Tafea FC                   | 3-3 | 1-3 |     | 0-0 |
| 4    | Marist FC         | 1   | 6 | 0 | 1 | 5 | 3  | 14 | -11  |  | Marist FC                  | 1-4 | 1-3 | 0-2 |     |

| 17 octobre 2009 | Tafea FC                                                               | 3–3 | PRK Hekari United                     | Korman, Port Vila                                              |                                                                |
| 15:00 UTC+11    | Silas Namatak 1re · Robert Tom 34e · Francois Sakama 45e               |     | Kema Jack 40e 42e · Benjamin Mela 50e | Spectateurs : 4 000 Arbitrage : Jamie Cross (Nouvelle-Zélande) | Spectateurs : 4 000 Arbitrage : Jamie Cross (Nouvelle-Zélande) |
| 15:00 UTC+11    | « Rapport »(Archive.org • Wikiwix • Archive.is • Google • Que faire ?) |     |                                       | Spectateurs : 4 000 Arbitrage : Jamie Cross (Nouvelle-Zélande) | Spectateurs : 4 000 Arbitrage : Jamie Cross (Nouvelle-Zélande) |

| 18 octobre 2009 | Marist FC                                                              | 1–3 | Lautoka FC                                                   | Lawson Tama Stadium, Honiara                                   |                                                                |
| 15:00 UTC+11    | Abraham Iniga 82e                                                      |     | Kamal Hassan 14e · Samuela Kautoga 20e · Nahuel Arrart 90+2e | Spectateurs : 16 000 Arbitrage : Chris Kerr (Nouvelle-Zélande) | Spectateurs : 16 000 Arbitrage : Chris Kerr (Nouvelle-Zélande) |
| 15:00 UTC+11    | « Rapport »(Archive.org • Wikiwix • Archive.is • Google • Que faire ?) |     |                                                              | Spectateurs : 16 000 Arbitrage : Chris Kerr (Nouvelle-Zélande) | Spectateurs : 16 000 Arbitrage : Chris Kerr (Nouvelle-Zélande) |

| 7 novembre 2009 | Marist FC | 0–2 | Tafea FC                                 | Lawson Tama Stadium, Honiara                          |                                                       |
| 15:00           |           |     | François Sakama 48e · Etienne Mermer 51e | Spectateurs : 8 000 Arbitrage : Andrew Achari (Fidji) | Spectateurs : 8 000 Arbitrage : Andrew Achari (Fidji) |
| 15:00           | Rapport   |     |                                          | Spectateurs : 8 000 Arbitrage : Andrew Achari (Fidji) | Spectateurs : 8 000 Arbitrage : Andrew Achari (Fidji) |

| 7 novembre 2009 | PRK Hekari United | 1–2 | Lautoka FC                            | PMRL Stadium, Port Moresby                                 |                                                            |
| 15:00           | Kema Jack 28e     |     | Valreio Nawatu 69e · Apisai Smith 76e | Spectateurs : 10 000 Arbitrage : John Saohu (Îles Salomon) | Spectateurs : 10 000 Arbitrage : John Saohu (Îles Salomon) |
| 15:00           | Rapport           |     |                                       | Spectateurs : 10 000 Arbitrage : John Saohu (Îles Salomon) | Spectateurs : 10 000 Arbitrage : John Saohu (Îles Salomon) |

| 29 novembre 2009 | Lautoka FC                                                             | 1–2 | Tafea FC                                     | Churchill Park, Lautoka                                 |                                                         |
| 15:00            | Valerio Nawatu 45+1e                                                   |     | Jean Nako Naprapol 22e · François Sakama 77e | Spectateurs : 6 000 Arbitrage : Norbert Hauata (Tahiti) | Spectateurs : 6 000 Arbitrage : Norbert Hauata (Tahiti) |
| 15:00            | « Rapport »(Archive.org • Wikiwix • Archive.is • Google • Que faire ?) |     |                                              | Spectateurs : 6 000 Arbitrage : Norbert Hauata (Tahiti) | Spectateurs : 6 000 Arbitrage : Norbert Hauata (Tahiti) |

| 5 décembre 2009 | PRK Hekari United                 | 2–1 | Marist FC          | PMRL Stadium, Port Moresby                              |                                                         |
| 15:00           | Kema Jack 48e · Joachim Waroi 52e |     | Commins Menapi 82e | Spectateurs : 2 000 Arbitrage : Chris Beath (Australie) | Spectateurs : 2 000 Arbitrage : Chris Beath (Australie) |
| 15:00           | Rapport                           |     |                    | Spectateurs : 2 000 Arbitrage : Chris Beath (Australie) | Spectateurs : 2 000 Arbitrage : Chris Beath (Australie) |

| 13 février 2010 | PRK Hekari United                                             | 4–0 | Tafea FC | PMRL Stadium, Port Moresby                   |                                              |
| 15:00 UTC+10    | Tuimasi Manuca 14e · Alick Maemae 20e 28e · Joachim Waroi 84e |     |          | Arbitrage : Peter O'Leary (Nouvelle-Zélande) | Arbitrage : Peter O'Leary (Nouvelle-Zélande) |
| 15:00 UTC+10    | Rapport                                                       |     |          | Arbitrage : Peter O'Leary (Nouvelle-Zélande) | Arbitrage : Peter O'Leary (Nouvelle-Zélande) |

| 14 février 2010 | Lautoka FC                                                   | 3–0 | Marist FC | Churchill Park, Lautoka |  |
| 15:00 UTC+13    | Osea Vakatalesau 8e · Alvin Avinesh 2H · Jone Vonu Junior 2H |     |           |                         |  |
| 15:00 UTC+13    | Rapport                                                      |     |           |                         |  |

| 6 mars 2010  | Tafea FC | 0–0 | Marist FC | Korman, Port Vila                                        |                                                          |
| 15:00 UTC+11 |          |     |           | Arbitrage : Isidore Assiene-Ambassa (Nouvelle-Calédonie) | Arbitrage : Isidore Assiene-Ambassa (Nouvelle-Calédonie) |
| 15:00 UTC+11 | Rapport  |     |           | Arbitrage : Isidore Assiene-Ambassa (Nouvelle-Calédonie) | Arbitrage : Isidore Assiene-Ambassa (Nouvelle-Calédonie) |

| 7 mars 2010  | Lautoka FC | 0–1 | PRK Hekari United  | Churchill Park, Lautoka                   |                                           |
| 15:00 UTC+13 |            |     | Henry Fa'arodo 54e | Arbitrage : Chris Kerr (Nouvelle-Zélande) | Arbitrage : Chris Kerr (Nouvelle-Zélande) |
| 15:00 UTC+13 | Rapport    |     |                    | Arbitrage : Chris Kerr (Nouvelle-Zélande) | Arbitrage : Chris Kerr (Nouvelle-Zélande) |

| 28 mars 2010 | Marist FC          | 1-4 | PRK Hekari United                                             | Lawson Tama Stadium, Honiara |  |
| 15:00        | Commins Menapi 78e |     | Alick Maemae 18e 29e · Henry Fa'arodo 29e · Pita Bolatoga 39e |                              |  |
| 15:00        | Rapport            |     |                                                               |                              |  |

| 28 mars 2010 | Tafea FC          | 1-3 | Lautoka FC                                          | Korman, Port Vila |  |
| 15:00        | Geoffrey Gete 57e |     | Samuela Vula 35e · Jone Vone 51e · Sailesh Samy 86e |                   |  |
| 15:00        | Rapport           |     |                                                     |                   |  |

## Finale
| 17 avril 2010 | PRK Hekari United          | 3 - 0 | Waitakere United | PMRL Stadium, Port Moresby                      |                                                 |
| 15:00         | Jack 27e, 73e · Maemae 49e |       |                  | Spectateurs : 15 000 Arbitrage : Gerard Parsons | Spectateurs : 15 000 Arbitrage : Gerard Parsons |
| 15:00         | (Rapport)                  |       |                  | Spectateurs : 15 000 Arbitrage : Gerard Parsons | Spectateurs : 15 000 Arbitrage : Gerard Parsons |

| 2 mai 2010 | Waitakere United              | 2 - 1 | PRK Hekari United | Fred Taylor Park, Auckland                     |                                                |
| 14:00      | Emblen 3e · Fisher 84e (pen.) |       | 35e (pen.) Jack   | Spectateurs : 3 000 Arbitrage : Norbert Hauata | Spectateurs : 3 000 Arbitrage : Norbert Hauata |
| 14:00      | (Rapport)                     |       |                   | Spectateurs : 3 000 Arbitrage : Norbert Hauata | Spectateurs : 3 000 Arbitrage : Norbert Hauata |

| Ligue des Champions 2009-2010 PRK Hekari United Premier titre |